# Surakarta (Pagelaran)
Surakarta is een bestuurslaag in het regentschap Pandeglang van de provincie Banten, Indonesië. Surakarta telt 1944 inwoners (volkstelling 2010).